# EUDemocrats
EUDemocrats - Alleanza per un'Europa delle democrazie (EUD) è stato un partito politico europeo che comprende soggetti sia di destra che di sinistra di solito euroscettici i quali vogliono riformare l'attuale forma dell'Unione Europea.

## Storia
Fondato secondo la legge danese il 7 novembre 2005, poi a Bruxelles, l'8 novembre 2005, ha tenuto il suo primo congresso a Bruxelles il 24 febbraio 2006. Il suo ideatore e presidente fino al gennaio 2009 è stato il deputato europeo danese Jens-Peter Bonde. L'attuale presidente è lo svedese Sören Wibe.
Ha fatto campagna contro il trattato di Lisbona e sostenuto il "NO" irlandese.

## Programma politico
Lo scopo degli EUDemocrats è stato quello di riformare l'attuale struttura dell'Unione Europea, creando un sistema democraticamente legittimato. Questa riforma sarebbe attuabile con un nuovo trattato che possa gettare le basi per una migliore cooperazione fra i governi dei paesi membri.
Gli EUDemocrats sono stati a favore del principio di sussidiarietà, cioè che le decisioni siano prese dal basso, dando così voce ai cittadini degli stati, delle regioni e delle minoranze. Vogliono unire tutti coloro che sono contrari all'attuale sviluppo, giudicato antidemocratico, delle istituzioni europee.
Gli EUDemocrats sono stati contrari al centralismo europeo e al potere politico creatosi all'interno delle istituzioni europee, queste ultime controllabili solo attraverso consultazioni dei parlamenti nazionali o delle assemblee regionali.

## Aderenti
Facevano parte di EUDemocrats i seguenti partiti, europarlamentari (MEP) indipendenti ed organizzazioni non governative (ONG):
| Stato      | Partito                                                 | Collocazione politica | Eurodeputati |
| ---------- | ------------------------------------------------------- | --------------------- | ------------ |
| Danimarca  | Movimento Popolare contro l'UE (Folkebevægelsen mod EU) | sinistra              | 0            |
| Francia    | Debout la République (Destati Repubblica)               | destra                | 0            |
| Irlanda    | Piattaforma Nazionale (National Platform) - ONG         |                       | -            |
| Irlanda    | Movimento del Popolo (Gluaiseacht an Phobail) - ONG     |                       | -            |
| Italia     | Partito Ambientalista Italiano - Euro Scettici          |                       | 0            |
| Lettonia   | RICIBAS                                                 |                       | 0            |
| Portogallo | Partito della Nuova Democrazia                          | centro-destra         | 0            |
| Slovacchia | Democrazia diretta (Priama demokracia - Hnutie domova)  |                       | 0            |
| Slovenia   | Junijska lista                                          |                       | 0            |
| Slovenia   | EUDS - EUDemocrats Slovenia                             |                       | 0            |
| Svezia     | Lista di Giugno                                         |                       | 0            |

## Parlamento Europeo
Nella VI Legislatura del Parlamento Europeo i partiti aderenti agli EUDemocrats hanno formato insieme all'Alleanza dei Democratici Indipendenti in Europa il gruppo Indipendenza e Democrazia, scioltosi nel 2009.